# Redectis iphias
Redectis iphias là một loài bướm đêm trong họ Noctuidae.